# Pararge protohiera
Pararge protohiera är en fjärilsart som beskrevs av Ruggero Verity 1953. Pararge protohiera ingår i släktet Pararge och familjen praktfjärilar. Inga underarter finns listade i Catalogue of Life.